# Luigi Allegato
Luigi Allegato (San Severo, 8 aprile 1896 – San Severo, 25 maggio 1958) è stato un politico italiano.
Fece parte del Comitato Centrale nel III Congresso del Partito Comunista d'Italia.

## Biografia
Contadino, fu Senatore della Repubblica per il PCI dal 1948 al 1953. Eletto sindaco di San Severo nel 1950, è stato anche il primo Presidente della Provincia di Foggia, dopo le elezioni del 1952. Rieletto alla Presidenza alle successive elezioni del 1956, mantenne la carica fino alla sua morte, nel 1958 all'età di 62 anni.